# Raban von Helmstatt (Politiker)

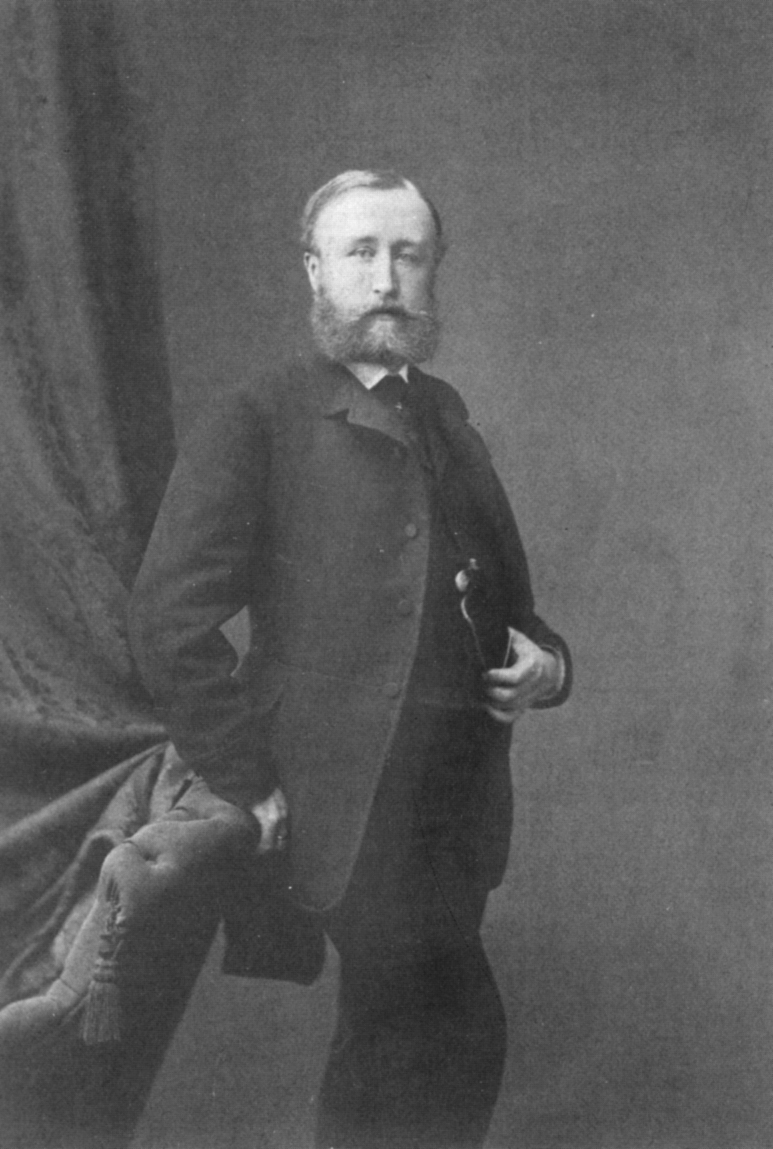
Raban Graf von Helmstatt (1844–1932)

Raban Carl Ludwig Adrian August Maria Graf von Helmstatt (* 21. Dezember 1844 in Neckarbischofsheim; † 24. November 1932 in Hochhausen) war Schlossherr auf Schloss Hochhausen und Besitzer der Tiefburg in Handschuhsheim, die er von 1911 bis 1913 aufwändig sanieren ließ. Er gehörte der Ersten Kammer der Badischen Ständeversammlung an.

## Leben
Er entstammte dem Oberöwisheimer Ast der Herren von Helmstatt und war der älteste Sohn des Maximilian von Helmstatt (1810–1893) und der Augustine Freiin von Leoprechting (1823–1905). Mit seinen Geschwistern Henriette (1843–1892) und Viktor (1851–1935) verbrachte er seine Kindheit zumeist in Neckarbischofsheim. Im Winter wohnte die Familie im Stadthaus der Familie von Leoprechting in Mannheim. In Mannheim besuchte er dann auch das Karl-Friedrich-Gymnasium, anschließend studierte er Rechtswissenschaften in München. Sein Zimmergenosse in seiner Studentenwohnung war der spätere bayerische König Ludwig III.
Von seinen Vorfahren ererbt war sein französischer Grafentitel „Comte de Morhange“ (Graf von Mörchingen). Er war ab 1870 verheiratet mit Gabriele von Falckenstein (1853–1927), mit der er sechs Kinder hatte. Das Paar lebte ab 1873 im Schloss Hochhausen, das Raban um die große zweigeschossige Halle erweiterte. Sein Bruder Viktor bewohnte unterdessen des Freiadlige Gut in Handschuhsheim. Als 1905 die die Mutter verstarb, zog Viktor nach Neckarbischofsheim und ließ das Gut in Handschuhsheim von einem Verwalter bewirtschaften, später bezog Rabans ältester Sohn Bleickard von Helmstatt (1871–1952) das Anwesen. Raban von Helmstatt ließ von 1911 bis 1913 die neben dem freiadligen Gut gelegene Ruine der Handschuhsheimer Tiefburg, die seit dem 17. Jahrhundert in Familienbesitz war, umfassend sanieren. Dabei wurde auch das Wohngebäude der Burg wieder nutzbar gemacht.
Raban von Helmstatt gehörte als Vertreter des grundherrlichen Adels der Ersten Kammer der Badischen Ständeversammlung, von 1875 bis 1890 oberhalb der Murg und von 1895 bis 1912 unterhalb der Murg.
Er lebte bis zu seinem Tod im Schloss in Hochhausen, bis ins hohe Alter mit einer bemerkenswerten Gesundheit gesegnet. Weniger gesund war seine Gattin, die im Alter trotz einiger Augenoperationen erblindete. 1930 zog sein Sohn Bleickard mit seiner Frau zu Raban nach Hochhausen und übernahm die Verwaltung des Familienbesitzes.
Der älteste Sohn Bleickard von Helmstatt (1871–1952) war mit Klara von Bodman (1885–1967) verheiratet und verkaufte 1950 als letzten Handschuhsheimer Besitz die Tiefburg an die Stadt Heidelberg. Weitere Nachfahren des Raban von Helmstatt waren Franz von Helmstatt (1874–1956), Ludwig von Helmstatt (* 5. Oktober 1876; † 29. August 1915 in Dywin, Russland) sowie die drei Töchter Auguste (1873–1962), Hildegard (1880–1968) und Gertrud (1884–1963).